# Alleanza Nazionale Repubblicana
L'Alleanza Nazionale Repubblicana (in francese: Alliance Nationale Républicaine) è un partito politico algerino di orientamento nazionalista e secolarista fondato nel 1995 da Redha Malek, Primo ministro dal 1993 al 1994.

## Risultati
| Elezione          | Voti    | %    | Seggi   |
| ----------------- | ------- | ---- | ------- |
| Parlamentari 1997 | 208.379 | 1,99 | 0 / 380 |
| Parlamentari 2007 | 125.862 | 2,20 | 4 / 389 |
| Parlamentari 2012 | 109.331 | 1,43 | 3 / 462 |
| Parlamentari 2017 | 121.579 | 1,89 | 6 / 462 |